# Nicola Pederzolli
Nicola Pederzolli (ur. 11 marca 1974 w Innsbrucku) – austriacka snowboardzistka, wicemistrzyni świata.

## Kariera
W zawodach Pucharu Świata zadebiutowała 16 lutego 1997 roku w Kanbayashi, gdzie zajęła drugie miejsce w halfpipe’ie. Tym samym już w swoim debiucie nie tylko zdobyła pierwsze pucharowe punkty, ale od razu stanęła na podium. W zawodach tych rozdzieliła Stine Brun Kjeldås z Norwegii i Tricię Byrnes z USA. Łącznie 11 razy stawała na podium zawodów PŚ, odnosząc przy tym pięć zwycięstw: 19 listopada 2001 roku w Tignes, 7 grudnia 2001 roku w Whistler, 25 stycznia 2002 roku w Kreischbergu, 13 marca 2002 roku w Ruka i 8 marca 2003 roku w Serre Chevalier triumfowała w halfpipe’ie. Najlepsze wyniki osiągnęła w sezonie 2001/2002, kiedy w klasyfikacji halfpipe’a zdobyła Małą Kryształową Kulę.
Jej największym sukcesem jest srebrny medal w halfpipe’ie zdobyty na mistrzostwach świata w Kreischbergu w 2003 roku. Uplasowała się tam między Francuzką Doriane Vidal i Fabienne Reuteler ze Szwajcarii. Był to jej jedyny start na imprezie tego cyklu. W 1998 roku wystartowała na igrzyskach olimpijskich w Nagano, zajmując dziewiąte miejsce w halfpipe’ie. Brała też udział w igrzyskach w Salt Lake City cztery lata później, gdzie w tej samej konkurencji rywalizację ukończyła na siódmej pozycji.
W 2004 r. zakończyła karierę.

## Osiągnięcia

### Igrzyska olimpijskie
| Miejsce | Dzień     | Rok  | Miejscowość    | Konkurencja | Zwyciężczyni |
| ------- | --------- | ---- | -------------- | ----------- | ------------ |
| 9.      | 12 lutego | 1998 | Nagano         | Halfpipe    | Nicola Thost |
| 7.      | 10 lutego | 2002 | Salt Lake City | Halfpipe    | Kelly Clark  |

### Mistrzostwa świata
| Miejsce | Dzień       | Rok  | Miejscowość | Konkurencja | Zwyciężczyni  |
| ------- | ----------- | ---- | ----------- | ----------- | ------------- |
| 2.      | 16 stycznia | 2003 | Kreischberg | Halfpipe    | Doriane Vidal |

### Puchar Świata

#### Miejsca w klasyfikacji generalnej
- sezon 1996/1997: 59.
- sezon 1997/1998: 77.
- sezon 2000/2001: 70.
- sezon 2001/2002: -
- sezon 2002/2003: 9.
- sezon 2003/2004: -

#### Miejsca na podium
1. Kanbayashi – 16 lutego 1997 (halfpipe) - 2. miejsce
2. Tignes – 24 listopada 1997 (halfpipe) - 2. miejsce
3. Tignes – 19 listopada 2001 (halfpipe) - 1. miejsce
4. Whistler – 7 grudnia 2001 (halfpipe) - 1. miejsce
5. Kreischberg – 25 stycznia 2002 (halfpipe) - 1. miejsce
6. Sapporo – 3 marca 2002 (halfpipe) - 2. miejsce
7. Ruka – 13 marca 2002 (halfpipe) - 1. miejsce
8. Tandådalen – 22 marca 2002 (halfpipe) - 3. miejsce
9. Serre Chevalier – 8 marca 2003 (halfpipe) - 1. miejsce
10. Arosa – 13 marca 2003 (halfpipe) - 2. miejsce
11. Kreischberg – 24 stycznia 2004 (halfpipe) - 3. miejsce

- W sumie 5 zwycięstw, 4 drugie i 2 trzecie miejsca.